# Jósikafalva község
Jósikafalva község (románul: Comuna Beliș) község Kolozs megyében, Romániában. Központja Jósikafalva, beosztott falvai Balktelep, Felsőgyurkuca, Gyálukáluluj, Kerekhegy, Smida. 1972-ig Alsógyurkuca is idetartozott, de a falut a Bélesi-víztározó építésekor megszüntették.

## Fekvése
Kolozs megye délnyugati részén helyezkedik el a Vlegyásza-hegység lábánál 1135 méter magasságon. Kolozsvártól 80, Bánffyhunyadtól 30 kilométer távolságra található. Bánffyhunyad irányából a DN 1R megyei úton közelíthető meg.

## Népessége
A 2011-es népszámlálás adatai alapján a község népessége 1211 fő volt, amely csökkenést jelent a 2002-ben feljegyzett 1384 főhöz képest. A lakosság többsége (95,21%) román Vallási hovatartozás szempntjából a lakosság többsége ortodox (88,36%), emellett élnek a községben pünkösdisták (6,36%) is.

## Nevezetességei
- a Bélesi-víztározó
- a Jósikafalván található emlékmű, amelyet az 1918 őszén agyonlőtt parasztok emlékére állítottak a romániai műemlékek jegyzékében a CJ-IV-m-B-07856 sorszámon szerepel.[5]